# Innocenci Soriano-Montagut
Innocenci Soriano-Montagut Ferré (Amposta, Montsià, 21 d'abril de 1893 - Lleida, 22 de novembre de 1979) és un escultor, dibuixant, imatger, professor, catedràtic i acadèmic català, fill predilecte d'Amposta (1950) i fill adoptiu de Tortosa (1974). És un dels grans escultors de les Terres de l'Ebre. A més de la seva obra artística destaca el seu treball com a professor de Belles Arts i la seva tasca en favor de la cultura. A Tortosa hi té dedicat un carrer al barri del Temple (àrea de Vora Parc). N'hi ha un altre a Amposta on a més a més una Escola porta el nom Soriano Montagut.

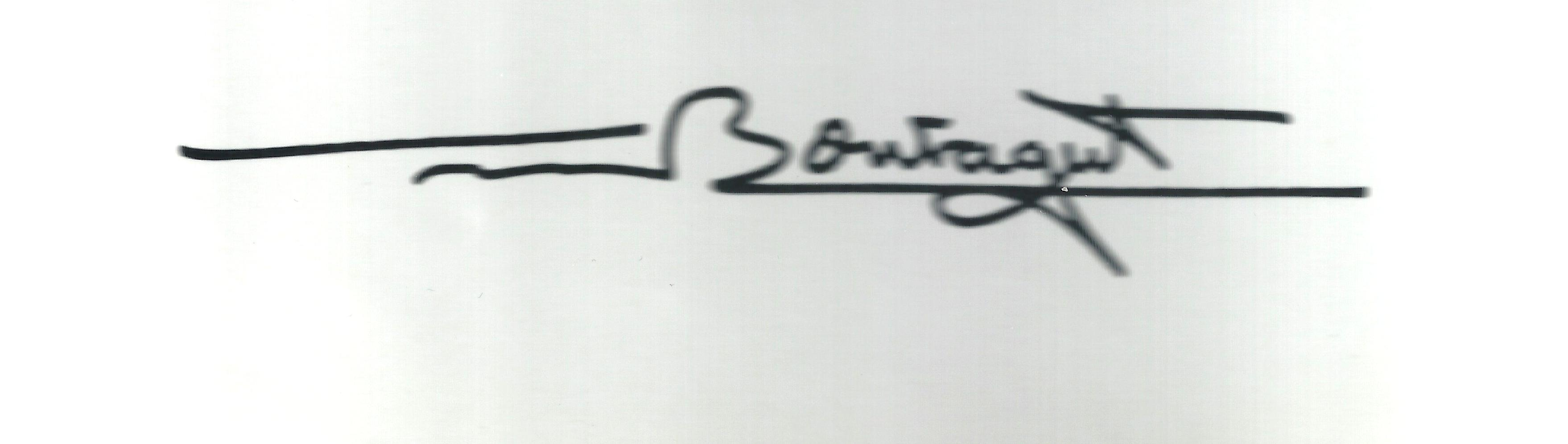
Firma d'Innocencio Soriano-Montagut

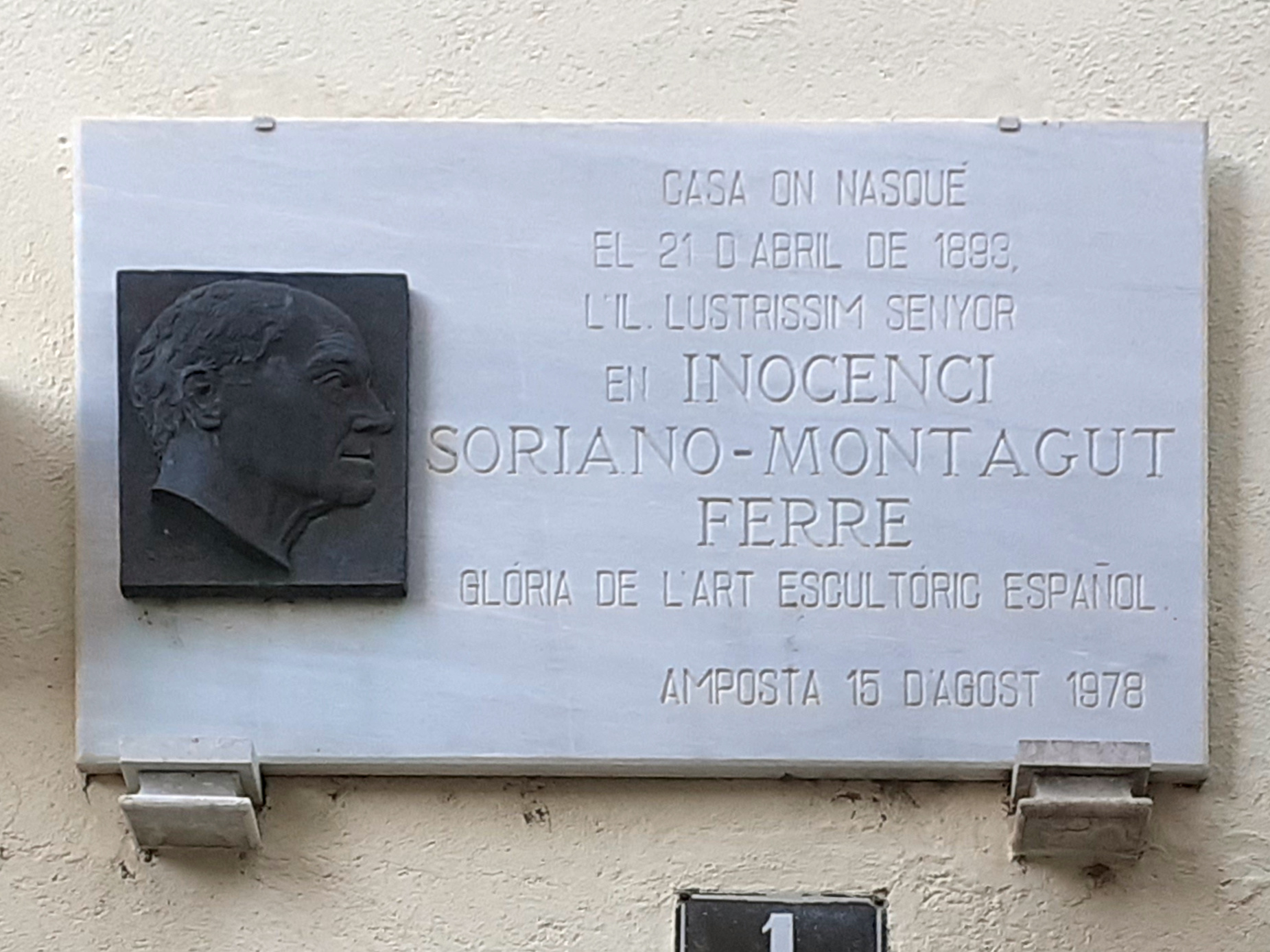
Placa a la casa natal de l'escultor a Amposta

## Biografia[1][2][3]
Innocenci Soriano-Montagut Ferré va néixer el 21 d'abril de 1893 al núm. 1 del carrer Nou d'Amposta. El seu pare, Alfons Soriano i Ferré, tenia un petit taller de fusteria i també ocupava la plaça de carter. La mare, Carme Montagut i Rodríguez, es dedicava a la casa i als seus quatre fills (Innocenci era el més petit dels germans).
Soriano-Montagut va iniciar la seva afició a l'escultura de ben petit, quan jugava a la vora del ríu i modelava figuretes amb el fang. Per contribuir a l'economia familiar, ajudava al seu pare en la feina de carter. Li cridava l'atenció els dibuixos que il·lustraven les revistes i diaris que repartia als subscriptors. Quan podia recollir revistes velles, retallava els dibuixos, els enganxava sobre una fusta, amb una serra petita ho retallava i amb un enformador intentava donar-los relleu. Així va ser com va introduir-se al món de l'art i va afeccionar-se als dibuixos dels artistes catalans de l'època.
La mare va adonar-se'n de la forta vocació que mostrava el seu fill per l'escultura i va convèncer el seu marit per enviar a Innocenci a ampliar els seus coneixements a Tortosa, on vivien uns familiars. Als dotze anys el van col·locar d'aprenent al taller de l'escultor Ramon Sabater i a les nits anava a dibuixar al taller de Ramon Cerveto. Aviat Tortosa se li va fer petita i el mateix Cerveto aconsellà als pares que el millor seria que Innocenci marxés a Barcelona per continuar la seva formació. El 1907 va començar a treballar a un taller d'imatgeria de Barcelona i a les nits anava a classe a Taller d'Arts i oficis Artístics (l'Escola Llotja de Barcelona) on va coincidir amb el pintor Joan Miró. També es trobà amb en Santiago Costa i Vaqué, que estava d'aprenent d'escultor com ell i amb qui més tard es retrobaria a Madrid, arribant a sorgir entre ells una gran amistat. El 1908, Innocenci va desplaçar-se a Amposta per veure a la família i se li va presentar l'ocasió de realitzar un bust a Arturo Sagristà Pedrell. Aquesta escultura es pot consider la primera obra d'envergadura que va realitzar.
L'any 1914 va ingressar al servei militar, a la Brigada Obrera Topogràfica, on va coincidir amb altres artistes. Durant tres anys tenia assegurada la manutenció, ja que la seva situació econòmica era molt precària. L'any 1915 es convocà l'Exposició Nacional de Belles Arts i va decidir presentar-s'hi. Va començar a modelar la figura d'un home nu, però com se li va acabar el fang i no disposava de mitjans econòmics per comprar-ne més, va decidir deixar-lo en un tors. Després el va passar a guix i el va presentar amb el nom de Tors d'home. Aquesta obra va ser premiada amb la tercera medalla i fou el primer guardó de la seva vida.
L'any 1917 va presentar a l'Exposició Nacional de Belles Arts dues escultures, Miner amb pic i El carregador. La segona va ser adquirida per la Casa del Pueblo de Madrid. Aquest mateix any va acabar el servei militar i també els estudis a l'Escola d'Arts Aplicades i Oficis Artístics. Llavors va llogar un petit taller al carrer Ferraz, on es va volcar en la seva feina. Montagut pensava que per triomfar i aconseguir encàrrecs s'havia de fer un nom i un prestigi que només li podien donar les medalles i els concursos. Pel que fa al treball, l'escultor continuava la seva lluita en solitari, encoratjat per algun company i algun amic tortosí que el visitava i li escrivia per confortar-lo. El seu amic Josep Fabà, pintor tortosi i company de la mili, escrivia a la premsa tortosina les seves lluites i va recullir tot el que es va publicar d'ell i de la seva obra a la premsa de Madrid i de Tortosa. El polític tortosí Joaquim Bau va vistar un dia a l'escultor al seu estudi i, en veure la situació tan precària en que vivia, li va encarregar el que seria el primer treball de la seva carrera professional.
L'any 1918 va obtenir un premi d'honor a l'Exposició Nacional de Barcelona amb una figura de petit format en bronze titulada La música. L'any 1919, el polític Marcel·lí Domingo li aconseguí una beca de la Diputació de Tarragona per dos anys. La vida de Montagut s'anava consolidant entre premis i encàrrecs.
L'any 1921 va guanyar el Concurs Nacional amb la creació del bust de la infanta Beatriu, filla del rei Alfons XIII, premi que li obrí les portes del Palau Reial per modelar-hi del natural el bust. L'obra es conserva al Palau Nacional.
L'any 1923 es va convocar a Madrid un concurs internacional per fer un monument a la mèmoria del veterinari Dalmacio García Izcara. Montagut va presentar juntament amb l'arquitecte Saamon de València un projecte que va guanyar el concurs. El 1929, dintre de la gran Exposició Internacional d'Indústria, Art a Espanya i Esports, i amb l'obra La besada, va guanyar la tercera medalla. L'obra quedà dipositada al Museu d'Art Modern de Barcelona.
El 1932 va guanyar la primera medalla a l'Exposició Nacional de Belles Arts amb les figures La meva mare, en pedra i Tardor, en bronze.
Un any després, el 1933 va obtenir una beca per a l'especialitat d'escultura a la Real Academia de Bellas Artes de San Fernando. Això li va permetre durant un any viatjar per Europa, Egipte i Turquia.
En arribar a Madrid després del viatge es va dedicar a la docència i el 1935 va obtenir la plaça de professor de modelatge a l'Escola d'Imatgeria de Salamanca, on compaginava la docència amb l'escultura. L'any 1940 va ser nomenat director de l'Escola. El 25 de juny de 1940, quan Montagut tenia quoranta-set anys, es va casar amb Ángeles Marcos Marcos, filla d'un empresari salmantí. El matrimoni va tenir dos fills, Miguel Ángel, nascut al juny de 1942 i Montserrat, nascuda el 21 d'abril de 1944, el mateix dia i mes que el seu pare.
El 1945 va guanyar en oposicions la plaça de professor de modelatge de l'Escola d'Arts Aplicades i Oficis artístics de Barcelona. Però la seva muller no va poder acompanyar-lo, ja que morí uns mesos abans del trasllat a la capital catalana.
A la primavera de 1947 es va presentar al concurs de la Medalla Julio Antonio convocada per la Diputació de Tarragona, on va guanyar el primer premi amb l'obra Amor de mare.
Des que es va traslladar a Barcelona, en arribar les vacances escolars es traslladava amb la família a Amposta per passar-hi l'estiu, on residia a la caseta dels seus pares. El 1950, l'Ajuntament d'Amposta el va nomenar Fill Predilecte de la Ciutat.
L'any 1951 es va presentar a les oposicions convocades per accedir a la plaça de catedràtic de modelatge d'Escola Superior de Belles Arts de Sant Jordi i les va guanyar. L'activitat que Montagut va desenvolupar a Barcelona durant els divuit anys que va durar la seva segona estada fins que es va jubilar com a professor va ser intensa. Combinava el treball d'encàrrec i el de lliure creació. L'any 1954, l'Ajuntament d'Amposta li va encarregar un relleu al·legòric de les Terres de l'Ebre, que actualment es troba a una paret frontal pujant les escales de l'Ajuntament. El 1955 La Banda de Música de La Lira Ampostina és beneïda la nova Senyera, dissenyada per l'escultor Innocenci Soriano-Montagut.
El 1963, a l'edat de setanta anys, es va jubilar com a professor i des d'aleshores es va dedicar només a fer d'escultor.
El 1969 va presentar a Tortosa un recull de la seva obra. Un any després aquesta exposició va ser portada a Salamanca. El 1970 va ser nomenat acadèmic de la Real Academia de Bellas Artes de San Fernando, en representació de la província de Tarragona.
L'any 1974, a proposta del claustre de professors de l'Escola-Taller d'Art de Tortosa, va ser nomenat Fill Adoptiu de la Ciutat. L'Ajuntament de la capital del Baix-Ebre li va encarregar un monument per a la plaça Corona d'Aragó. Els darrers anys de la seva vida els va passar treballant en aquest projecte.
L'any 1978, quan l'escultor encara era viu, l'Ajuntament d'Amposta va col·locar una làpida commemorativa a la casa on va néixer. Montagut va morir a Lleida el 22 de novembre de 1979, als vuitanta-sis anys. L'Ajuntament d'Amposta, en Ple Extraordinari del 30 de novembre de 1979, va pendre l'acord de posar el nom de l'escultor al centre escolar que es construïa en aquells moments a la ciutat.
L'art i l'ensenyament foren la finalitat fonamental de la llarga vida de Montagut. Sentia l'escultura i la concebia íntegrament, com una filosofia i una meditació del món que l'envoltà, com una disciplica quotidiana de treball. Va ser un gran artista i un creador fecund.

## Obra[4][5]
Innocenci Soriano-Montagut és autor d'una important obra escultòrica religiosa -passos de Setmana Santa- arreu d'Espanya. A la capital del Baix Ebre hi ha una escultura seua al barri de l'Eixample (Plaça Alfons XII; Dona amb criatura; 1947). El disseny del Monument de la Plaça Corona d'Aragó de Tortosa també és seu. Li va ser encarregat el 1975 tot i que va ser realitzat però per Àngel Acosta i inaugurat finalment el 19 de gener de 1990.
Va ser bàsicament un escultor, però també realitzava dibuixos, gravats, aquarel·les i pintures a l'oli. Es caracteritza per la seva academicisme i suavitat en el modelatge, els materials més emprats en l'escultura eren el fang, el guix, la fusta  policromada, la terracota, el bronze, la pedra, el marbre i el gres.
La seva obra es desenvolupa en quatre àrees: el retrat, l'escultura civil o urbana, la imatgeria religiosa i les col·leccions de dibuixos.
Realitzava un tipus d'escultura mediterrània de gran força i vitalitat. Les característiques bàsiques són: 
- Representa costums, tradicions i també el món del treball.
- Representa bàsicament dones i alguns homes tal com són.
- Escultura amb moviment i vida pròpia.
- Sobrietat de línies, busca la simplicitat de formes i no entra en petits detalls.
- Volums generosos.
- Els bustos representen una part important de l'obra.

### Col·leccions d'obra gràfica
- Col·lecció de dibuixos a llapis, carbó i ploma, fets al Círculo de Bellas Artes de Madrid del 1917 al 1935.
- Col·lecció de dibuixos a llapis i ceres fets durant la seva estada a París l'any 1934.
- Col·lecció de dibuixos fets a cera i a llapis durant la seva estada a Amposta i a Sant Carles de la Ràpita els anys 1936-1938.
- Col·lecció d'apunts en sanguina i llapis fets durant les seves estades esporàdiques a Madrid, al Círculo de Bellas Artes.
- Col·lecció de dibuixos i apunts a la cera, sanguina, llapis, llapis gras i nogalina fets al Cercle Artístic de Barcelona.
- Col·lecció de gravats: aiguafort, litografia i xilografia sobre el tema "Arrossaires de l'Ebre".
- Col·lecció de gravats: aiguafort i xilografia sobre "Temes i vistes d'Amposta".
- Col·lecció de gravats: aiguaforts sobre "Salamanca monumental".
- Col·lecció de dibuixos. Tema "La jota tortosina". Quadres a l'oli de paisatges.

### Retrat
- 1915 - Bust de Joan Palau i Miralles, en bronze.
- 1921 - Bust d'Infanta Beatriu, en marbre.
- 1927 - Bust de Ramon Piles Clavell, en bronze.
- 1928 - Bust de Skizno Kasai, en bronze.
- 1929 - Bust de Santiago Bernabeu, en bronze.
- 1932 - Bust de P. Fabà, en bronze.
- 1933 - Bust d'Enrique Beltrán Manrique, en guix.
- 1933 - Bust de Monis Cohenea, en guix.
- 1934 - Bust de Pepita Fabà, en marbre.
- 1934 - Bust del compositor Vicente Bornay, en fusta.
- 1935 - Bust d'Álvaro Celma, en gres.
- 1935 - Bust de Manuel García Romo, en bronze.
- 1941 - Bust d'Ildefonso Alamillo, en guix.
- 1943 - Bust de Lorenzo González Iglesias, en terracotta.
- 1944 - Bust d'Esther Marcos Marcos, en marbre.
- 1944 - Bust de Gini Almarz Marcos, en terracotta.
- 1944 - Bust d'Amaya Marcos, en guix.
- 1945 - Bust de Carlos Soldevila.
- 1953 - Bust d'Anselmo Pérez Marco, en bronze.
- 1956 - Bust de Josep Tarrassó, en gres.
- 1957 - Bust de Pepe Porres, en bronze.
- 1958 - Bust d'Hilario Garcia Gómez, en bronze.
- 1958 - Bust del meu fill, en guix.
- 1961 - Bust de Mossèn Manyà, en gres.
- 1979 - Bust de Roberto Escoda.
- 1979 - Bust de Fàbregues, en fang, inacabada.

### Passos de Setmana Santa
- 1940 - La Dolorosa, Cofradía de Comerciantes, Salamanca.
- 1942 - La Pietat, Confraria dels Dolors, Tortosa.
- 1943 - La oración en el huerto, Codradía del Silencio, Oviedo.
- 1948 - La flagel·lació, Congregació de la Puríssima Sang, Tarragona.
- 1958 - Ecce Mater Tua, Confraria de Maria Immaculada, Tortosa.
- 1961 - Crist de la humiliació, Congregació de la Puríssima Sang, Tarragona.

### Imatges Religioses
- 1944 - Esbós de la Pietat. Museu Modern de la Hermandad de los Cruzados, Madrid.
- 1944 - San José, en fusta policromada, basílica d'Alba de Tormes.
- 1948 - Verge de l'amor, en fusta policromada, Reus.
- 1953 - Verge de la Fontcalda, en marbre policromat, ermita de la Fontcalda, Gandesa.
- 1954 - Sant Francesc, en fusta.
- 1954 - Sant Abdó i Sant Senén, església arxiprestal d'Amposta.
- 1955 - Sant Magí, Santa Maria del Mar, Barcelona.
- 1957 - Santa Tecla, Santa Maria del Mar, Barcelona.
- 1957 - Nuestra Señora de la Cinta, església de Montserrat, Madrid.
- 1961 - Verge de l'Arcada, església de Sant Francesc, Lleida.
- 1961 - Sant Vicent Ferrer, façana d'un bloc d'habitatges al carrer del mateix nom, a Tortosa.
- 1971 - Sant Ramon de Penyafort, capella del Palau de Justícia, Tortosa.

### EsculturaCivili Urbana

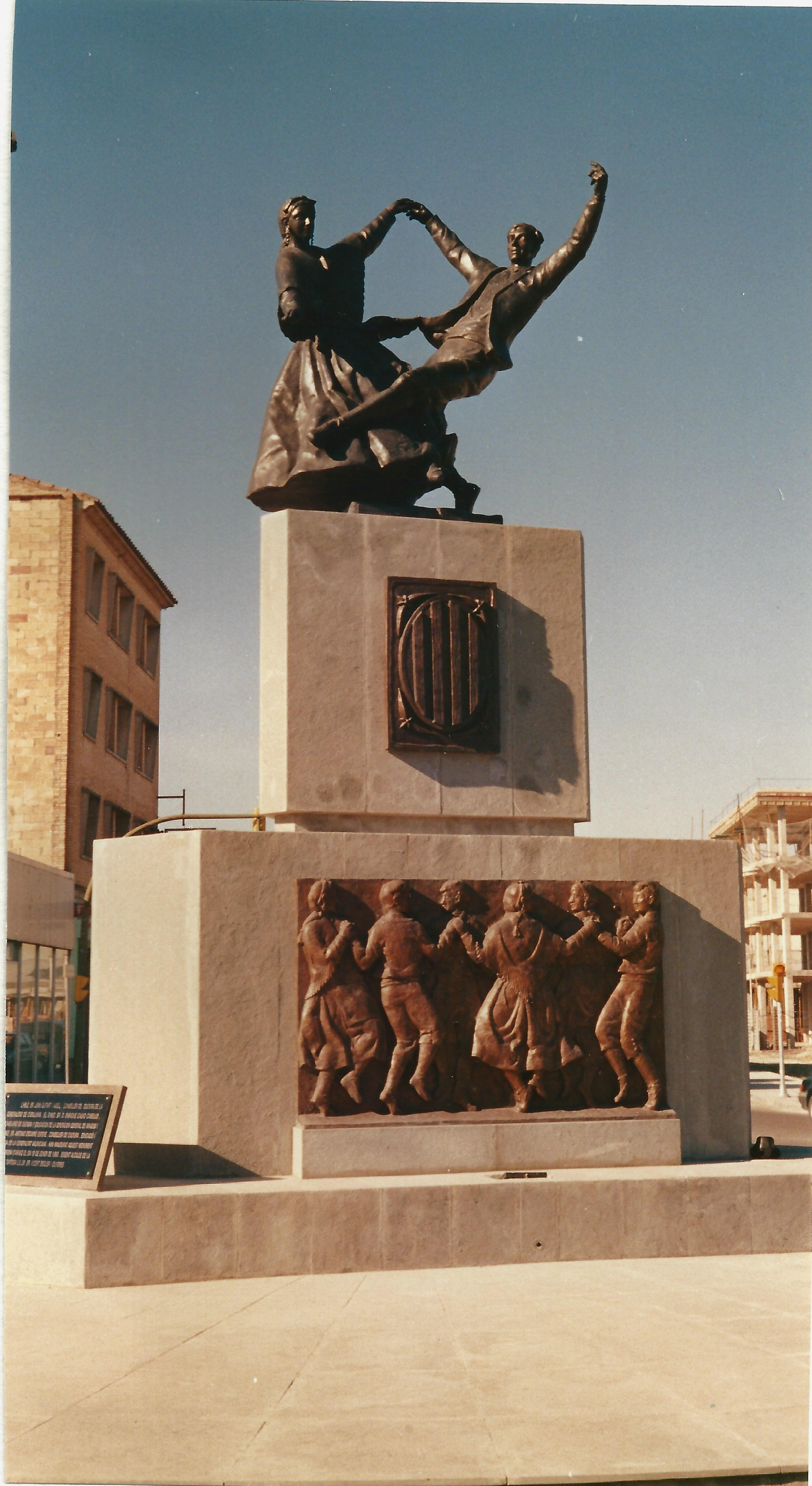
Monument a la Corona d'Aragó. Inaugurat el 19-I-1990 a Ferreries-Tortosa.

- 1903 - Figura, primera obra conservada, en fusta.
- 1915 - Tors, en guix.
- 1917 - Miner picador, en fusta.
- 1917 - El carregador, en guix.
- 1918 - La música, en bronze.
- 1919 - El mariner, en fusta.
- 1921 - El miner, en fusta.
- 1923 - Dalmacio García Izcara, en pedra.
- 1926 - Dona recolzada, en bronze.
- 1929 - La besada, en bronze.
- 1930 - El fruit, en bronze.
- 1930 - Moviment, en bronze.
- 1931 - La primavera, en guix.
- 1932 - La meva mare, en pedra.
- 1932 - La tardor, en guix.
- 1932 - Dona adormida, en bronze.
- 1932 - Treballador urbà, en bronze.
- 1933 - L'hivern, en fusta.
- 1935 - Fuenteovejuna, en fusta.
- 1935 - Arrossaire llaurant l'arròs a l'era, en fusta.
- 1936 - El joc de la viola, en bronze.
- 1936 - Napolitana, en bronze.
- 1936 - Arrossaire amb pala, en gres.
- 1937 - Arrossaire amb cabàs, en gres.
- 1937 - El llenyataire, en bronze.
- 1940 - Joc del molinet, en guix.
- 1940 - La Dolorosa, en fusta.
- 1942 - La Pietat, en fusta.
- 1943 - La Candelaria, en fusta.
- 1944 - Dona napolitana, en fusta.
- 1944 - Plañidera salmantina, en fusta.
- 1947 - Amor de mare, en bronze.
- 1947 - Grup de dona amb criatura, en pedra.
- 1949 - Criança, en terracotta.
- 1949 - La meva filla, en terracotta.
- 1950 - Banyista asseguda, en gres.
- 1950 - Nu de dona aixecant-se, en gres.
- 1951 - Banyista, en gres.
- 1951 - Solitud, en gres.
- 1953 - Sant Francesc i el llop, en fusta.
- 1954 - Sant Francesc, en fusta.
- 1954 - Mural al·legòric a les Terres de l'Ebre, guix
- 1955 - Pescador amb xarxa i àncora, en guix.
- 1956 - Pescador amb xarxa, en guix.
- 1957 - Arrossaire de l'Ebre treballant amb la pala, en guix.
- 1957 - Salamantina, en gres.
- 1957 - Arrossaire de l'Ebre, en guix.
- 1958 - Dona en repòs, en fusta.
- 1958 - Mare i fill, en guix.
- 1960 - Banyista asseguda, en gres.
- 1960 - Camàlic, en guix.
- 1962 - Nostàlgia, en fusta.
- 1962 - Arrossaire de l'Ebre amb el ramàs, en pedra.
- 1963 - Setze figures per a la nau Santa Maria, fusta i pasta plàstica.
- 1965 - Venus de l'Ebre, en guix.
- 1966 - Arrossaire transportant l'arròs, en guix.
- 1967 - Gitana, en guix.
- 1976 - Parella ballant la jota tortosina, en bronze.

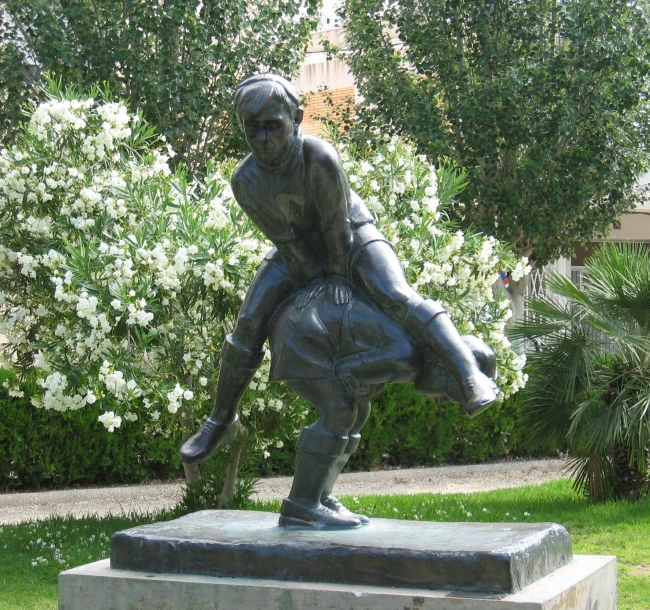
"El joc de la Viola", escultura
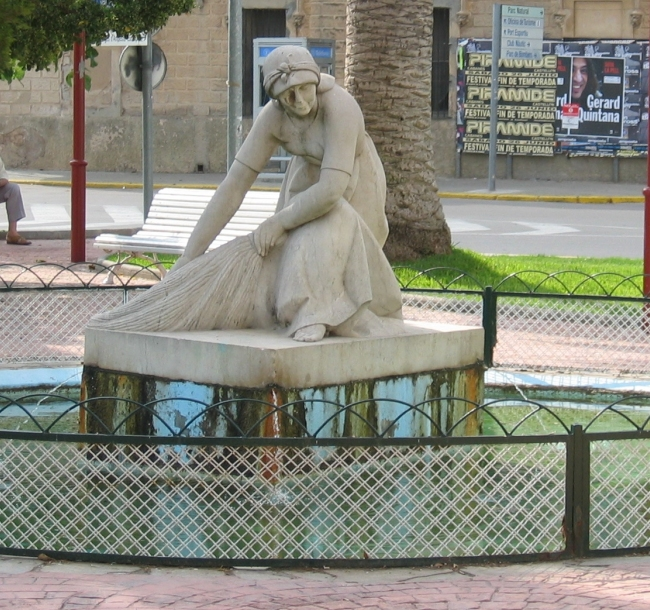
Arrosaire del Delta de l'Ebre, escultura
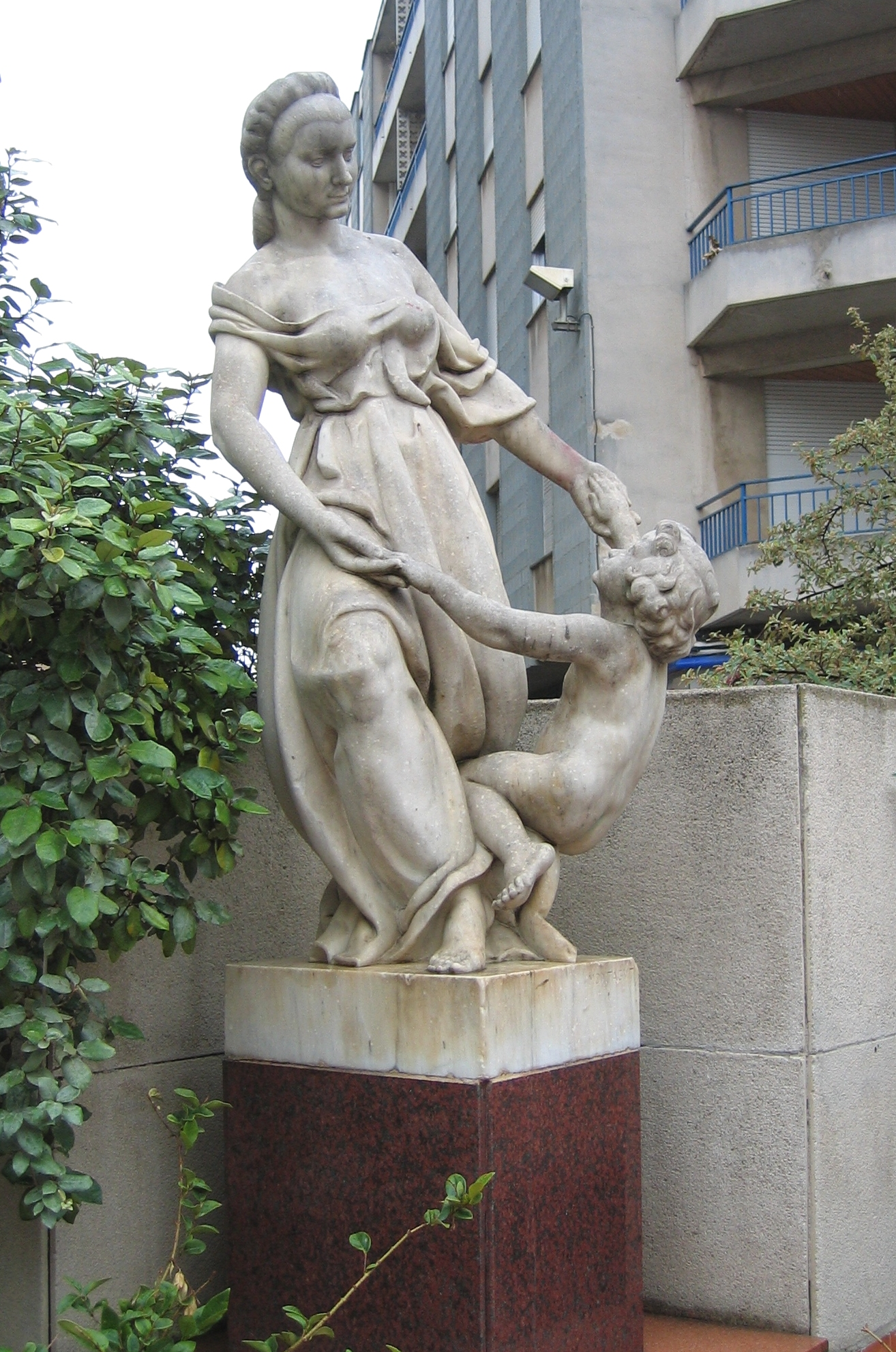
Mare i fill, escultura

### Exposicions
- Ateneu de Tortosa, dibuixos i escultures. 1934
- Galeria Argos de Barcelona. Exposició Monogràfica. 1946
- Centre de Lectura de Reus. Exposició Monogràfica. 1956
- Exposició d'escultura, pintura, gravat i dibuix. Tortosa. 1969
- Escola de Nobles i Belles Arts de Sant Eloi. Salamanca. Exposició deesculturas, gravats i dibuixos. 1970
- Escola Taller d'Art de Tortosa. Sèrie de dibuixos de "La jota tortosina" esbossos del monument per a la Plaça de la Corona d'Aragó. 1974

### Premis
- 1915 -Tercera medalla a la Exposición Nacional de Bellas Artes de Madrid amb l'escultura en guix "Tors d'home".
- 1918 - Premi d'honor, a l'Exposició Nacional de Barcelona amb l'obra en bronze "La música".
- 1921 - Concurs Nacional amb el bust de la infanta Beatriu, filla del Rei Alfons XIII
- 1923 - Concurs Nacional fet a Madrid pel monument al catedràtic de Veterinària Dr. Dalmacio García Izcara. L'obra està ubicada al jardí de la Facultat de Veterinària de Madrid.
- 1929 - Tercera medalla a l'Exposició Internacional de Barcelona, amb l'obra en bronze "La besada".
- 1930 - Segona medalla a la Exposición Nacional de Bellas Artes de Madrid amb l'obra en bronze "El fruit".
- 1932 - Primera medalla a la Exposición Nacional de Bellas Artes de Madrid amb les obres "La meva mare", en pedra i "Tardor", en bronze.
- 1944 - Primera medalla al concurs-exposició del Círculo de Bellas Artes de Madrid amb la talla en fusta "Plañidera salmantina".
- 1944 - Primera medalla a la Exposición Nacional de Salamanca amb la talla en fusta "Napolitana".
- 1947 - Medalla Julio Antonio, convocada per la Diputació de Tarragona amb l'obra en terracotta "Maternitat".
- 1952 - Primera medalla al Concurso Nacional de Bellas Artes de Salamanca amb una col·lecció d'obres.
- 1957 - Segon premi a l'Exposició de Pintura i Escultura convocada pel Reial Cercle Artístic de Barcelona, amb l'obra en guix "Arrossaire de l'Ebre".
- 1962 - Premi Diputació de Tarragona a la Exposición Nacional de Bellas Artes de Madrid amb l'obra en guix "Arrossaire de l'Ebre".
- 1970- És nomenat acadèmic de la Reial Acadèmia de Belles Arts de San Fernando, en representació de la província de Tarragona.